# Neoseiulus agrestis
Neoseiulus agrestis är en spindeldjursart som först beskrevs av Wolfgang Karg 1960.  Neoseiulus agrestis ingår i släktet Neoseiulus och familjen Phytoseiidae. Inga underarter finns listade i Catalogue of Life.